# 하세가와 준 (1986년)
하세가와 준(일본어: 長谷川潤, 1986년 6월 5일 ~ )은 미국 출생 일본의 모델이다.